# Raboliot (film, 1946)
Pour plus de détails, voir Fiche technique et Distribution.
Raboliot est un film français réalisé en 1945 par Jacques Daroy, d'après le roman éponyme de Maurice Genevoix (prix Goncourt 1925) et sorti en 1946.

## Synopsis
En Sologne, la présence d'un nouveau garde-chasse, Bourrel, sur une propriété, amène un braconnier, Rabiolot, bon garçon et bon mari jusque-là, à l'assassinat.

## Fiche technique
- Titre : Raboliot
- Réalisation : Jacques Daroy
- Scénario et dialogues : Jacques Daroy, d'après le roman de Maurice Genevoix
- Décors : Roger Simon
- Photographie : Maurice Barry
- Son : Robert Teisseire
- Montage : Fabienne Tzanck
- Musique : Raymond Gallois-Montbrun
- Sociétés de production : Prisonniers Associés et C.G.P.
- Directeur de production : Pierre Chicherio
- Distribution : Pathé Consortium Cinéma
- Pays :  France
- Format :  Noir et blanc - 1,37:1 - 35 mm - Son mono
- Genre :  Drame
- Durée : 103 minutes
- Date de sortie : France - 30 janvier 1946[1]
- Numéro de visa : 763 (délivré le 28/11/1945)

## Distribution
- Julien Bertheau : Pierre Fouques dit Raboliot, un brave homme animé de la passion du braconnage
- Lise Delamare : Flora
- Blanchette Brunoy : Sandrine Fouques, la femme de Raboliot et mère de ses deux enfants
- René Blancard : le nouveau garde-chasse qui a juré la perte de Raboliot
- Alexandre Rignault : Firmin Tournafier
- Henry Valbel : Tancogne, le régisseur général du comte de Remillet
- Linette Lemercier : la gamine
- Pierre Clarel : Sarrelotte
- Marcel Delaître : Volat dit Malcourtois, un braconnier rival de Raboliot
- Jean d'Yd: Touraille
- Georges Hubert : Le braconnier
- Marcel Pérès : Un paysan
- Annie Hémery : Tavie
- Robert Moor
- Marthe Mellot
- Maurice Salabert
- Albert Montigny